# 고도딘
고도딘(웨일스어: Gododdin [ɡɔˈdɔðin], 고대 웨일스어: Guotodin)은 후로마 브리튼의 헨 오글레드 지방에 있었던 브리튼인 계통의 국가다. 고도딘인들은 보타디니인의 후예였다.
고도딘 왕국의 강역이 어느 정도였는지는 정확히 알려져 있지 않다. 대략 오늘날의 스코틀랜드 동남부의 로디언과 스코티시보더스에 해당되었으리라 추측된다. 서쪽으로는 마찬가지로 브리튼인 국가인 어스트라드클리드와, 북쪽으로는 빅트인들과 국경을 맞댔다. 클라크매넌셔 부근에 살던 이들은 특별히 마나우 고도딘이라고 알려졌다. 오늘날의 웨일스 북부에 위치한 귀네드 왕국의 건국자 쿠네다는 마나우 고도딘의 군벌로서 5세기에 남하한 것으로 추측된다.
6세기, 고도딘 남쪽의 브러네이흐가 앵글인의 침공을 받았고, 앵글인은 거기에 베오르니체 왕국을 세웠다. 앵글인들은 그 뒤로도 계속 북진했고, 견디다 못한 고도딘은 600년경 장병 300명을 일으켜 앵글인의 요새 카트라에스(오늘날의 노스요크셔주 캐터릭으로 추정)를 공격했다(카트라에스 전투). 이 전투에서 고도딘을 비롯한 브리튼인 연합군은 파멸적 패배를 당했는데, 그것을 추모한 시가 웨일스어 문학에서 중요한 작품인 「어 고도딘」이다. 
638년, 에이던(Eidyn, 오늘날의 에딘버러)이 앵글인들에게 함락되었고, 고도딘은 베오르니체의 속국이 되었다. 고도딘인들이 언제쯤 앵글인들에게 흡수동화되었는지는 확실하지 않다. 이후 베오르니체는 데렌리체와 합방하여 노섬브리아 왕국을 형성하고, 노섬브리아는 통일 잉글랜드 왕국에 복속된다. 1018년 알바 왕국의 말 콜룸 2세가 트위드강까지 남하하여 그 이북을 스코트인의 강역으로 삼으면서 고도딘의 옛 땅은 스코틀랜드에 속하게 되었다.